# 6127 Hetherington
6127 Hetherington (1989 HD) là một tiểu hành tinh vành đai chính được phát hiện ngày 25 tháng 4 năm 1989 bởi Helin, E. F. ở Palomar.